# (31991) Royghosh
2000 HK35 (asteroide 31991) é um asteroide da cintura principal. Possui uma excentricidade de 0.12422890 e uma inclinação de 7.10832º.
Este asteroide foi descoberto no dia 27 de abril de 2000 por LINEAR em Socorro.